# ميك ريان
ميك ريان (بالإنجليزية: Mick Ryan)‏ هو سياسي أسترالي، ولد في 1884، وتوفي في 6 فبراير 1970. انتخب عضو المجلس التشريعي نيو ساوث ويلز.